# Schlachtgeschwader 104
104-та штурмова ескадра (нім. Schlachtgeschwader 104 (SG 104) — ескадра штурмової авіації Люфтваффе за часів Другої світової війни. Протягом усього свого існування ескадра використовувалася як навчальний авіаційний підрозділ і тому не виконувала жодних бойових завдань.

## Історія
104-та штурмова ескадра була сформована 2 серпня 1944 року в Тутові[1] на базі 3-ї авіаційної школи бойових спостерігачів. Ескадра використовувалася як навчальний авіаційний підрозділ і тому не виконувала жодних бойових завдань. У липні 1944 року її було підпорядковано 3-й авіаційній навчальній дивізії 10-го повітряного флоту. 13 лютого 1945 року її передислокували на авіабази Ольборг-Вест, Ольборг-Схід та Фредеріксгавн в окупованій Німеччиною Данії.
1 квітня 1945 року, перед беззастережною капітуляцією Вермахту, вона була розформована. Її особовий склад, приблизно 1200 солдатів, був включений до складу армії та задіяний у битві за Берлін.

## Командування

### Командири SG 104
- оберстлейтенант Ганс Штайнвег (2 серпня — 14 жовтня 1944)
- оберстлейтенант Густав Пресслер (15 жовтня 1944 — 17 квітня 1945)

### Командири I./SG 104
- гауптман Лотар Меєр (24 вересня — 23 жовтня 1944)
- майор Фріц Айєр (23 жовтня 1944 — 3 березня 1945)
- гауптман Ойген Баурайталь (4 березня — 1 квітня 1945)
- гауптман Вальтер Айсманн (1 — 17 квітня 1945)

### Командири II./SG 104
- майор Ернст Галлер (2 серпня — 13 вересня 1944)
- гауптман Йозеф Берлаге (14 вересня — грудень 1944)
- гауптман Вернер Дедекінд (грудень 1944 — лютий 1945)
- гауптман Едуард Вайраух (березень — 17 квітня 1945)

## Основні райони базування 104-ї штурмової ескадри

### Основні райони базування SG 104
| 2 серпня 1944 — 12 лютого 1945 | Тутов        | Fw 190, Ju 87 |
| 13 лютого — 1 квітня 1945      | Ольборг-Вест | Fw 190        |

### Основні райони базування I./SG 104
| 2 серпня 1944 — 12 лютого 1945 | Тутов        | Fw 190, Ju 87 |
| 13 лютого — 1 квітня 1945      | Ольборг-Вест | Fw 190        |

### Основні райони базування II./SG 104
| 2 серпня 1944 — 12 лютого 1945 | Тутов         | Fw 190, Ju 87 |
| 13 лютого — 1 квітня 1945      | Фредеріксгавн | Fw 190        |